# 근축

근축

기하학에서 근축(根軸, 영어: radical axis)은 평면에서 동심원이 아닌 두 원에 대한 방멱이 같은 점들의 자취이다. 근축은 두 원의 중심을 잇는 직선의 수선을 이룬다. 서로 다른 두 점에서 만나는 두 원의 근축은 두 교점을 지나는 공통 할선이고, 서로 접하는 두 원의 근축은 접점을 지나는 공통 접선이며, 서로 만나지 않는 두 원의 근축은 두 원의 외부에 있다. 근축의 두 원의 외부에 놓인 부분은 두 원에 대한 접선의 길이가 같은 점들의 자취이자,:32, §45 두 원 모두에 직교하는 원의 중심들의 자취이다.:34, §49 어떤 점이 근축의 두 원의 내부에 놓인 부분에 속하는 것은 이 점을 지나는 두 원의 현의 최소 길이가 같은 것과 동치이다.:32, §45 서로 다른 두 동심원의 근축을 두 원이 놓인 평면 위의 무한원 직선으로 정의하기도 하며, 서로 같은 두 원의 근축은 정의되지 않는다.:92, Remark 1.10.4
중심이 공선점이 아닌 세 원에 의한 세 근축은 유일한 교점을 가지며, 이를 근심(根心, 영어: radical center)이라고 한다. 중심이 서로 다른 공선점인 세 원에 의한 세 근축은 서로 평행하는데, 이 경우 세 근축이 지나는 유일한 무한원점을 근심으로 삼으면 편리하다. 임의의 두 원의 근축이 같은 원들의 집합을 동축원 다발이라고 한다. 동축원 다발 속 원의 중심들은 공선점을 이루며, 임의의 두 원의 교점은 같다. 즉, 동축원 다발 속에서 어떤 두 원이 두 점에서 만날 경우 모든 두 원은 같은 두 점에서 만나며, 어떤 두 원이 접할 경우 모든 두 원은 같은 점에서 접하며, 어떤 두 원이 만나지 않을 경우 모든 두 원은 만나지 않는다.
근축을 고차원으로 일반화하면 3차원 구의 근평면(根平面, 영어: radical plane)의 개념과 {\displaystyle n}차원 초구의 근초평면(根超平面, 영어: radical hyperplane)의 개념을 얻는다.

## 정의
평면 위에서, 중심이 서로 다른 두 점 {\displaystyle (a,b),(a',b')}인 두 원 {\displaystyle C,C'}의 방정식이
{\displaystyle x^{2}+y^{2}-2ax-2by+c=0}
{\displaystyle x^{2}+y^{2}-2a'x-2b'y+c'=0}
라고 하자. 그렇다면, {\displaystyle C,C'}에 대한 점 {\displaystyle (x,y)}의 방멱은 각각 두 방정식의 좌변에 이 점을 대입한 결과와 같다. 따라서, {\displaystyle C,C'}에 대한 방멱이 같은 점의 자취 {\displaystyle l}의 방정식은
{\displaystyle 2(a'-a)x+2(b'-b)y-(c'-c)=0}
이다. 이는 중심 {\displaystyle (a,b),(a',b')}을 잇는 직선의 수선이다. 이 직선 {\displaystyle l}을 두 원 {\displaystyle C,C'}의 근축이라고 한다.
한 중심 {\displaystyle (a',b')}이 다른 중심 {\displaystyle (a,b)}에 무한히 가까워질 때, 근축 {\displaystyle l}은 {\displaystyle C,C'}이 놓인 평면 위의 무한원 직선에 수렴한다. 따라서 서로 다른 두 동심원의 근축은 무한원 직선으로 정의된다.:92, Remark 1.10.4:32, §45 즉, 근축은 사영 직선으로서 모든 서로 다른 두 원에 대하여 정의된다. 서로 같은 두 원의 근축은 정의되지 않는다.:92, Remark 1.10.4
위 정의는 {\displaystyle C,C'} 가운데 적어도 하나가 점원이거나 허원인 경우에도 적용된다. 즉, 반지름의 제곱 {\displaystyle a^{2}-c}이 0이거나 음수이더라도 근축은 정의된다.

### 근심
평면 위에서, 중심이 공선점이 아닌 세 점 {\displaystyle O,O',O''}인 세 원 {\displaystyle C,C',C''}을 생각하자. 그렇다면, 총 세 쌍의 원의 근축 {\displaystyle l_{C,C'},l_{C',C''},l_{C,C''}}은 각각 삼각형을 이루는 중심선 {\displaystyle OO',O'O'',OO''}의 수선이므로, 서로 평행하지 않는다. 다시 말해 임의의 두 근축은 유일한 교점을 갖는다. 또한 근축 {\displaystyle l_{C,C'},l_{C',C''}}의 교점 {\displaystyle P}는 {\displaystyle C,C',C''}에 대하여 같은 방멱을 가지므로, 근축 {\displaystyle l_{C,C''}} 위의 점이다. 따라서 세 근축 {\displaystyle l_{C,C'},l_{C',C''},l_{C,C''}}은 공점선을 이룬다. 이들의 공통점 {\displaystyle P}를 세 원 {\displaystyle C,C',C''}의 근심이라고 한다.
세 원의 중심 {\displaystyle O,O',O''}이 공선점이고, 세 쌍의 원의 근축 {\displaystyle l_{C,C'},l_{C',C''},l_{C,C''}} 가운데 적어도 한 쌍이 서로 다르다고 하자. 그렇다면, 이들은 모두 직선 {\displaystyle OO'O''}의 수선이므로 서로 평행한다. 즉, 세 근축은 이들 직선의 방향에 대한 무한원점에서 만난다. 이 경우 이 무한원점을 세 원 {\displaystyle C,C',C''}의 근심으로 삼을 수 있다. 특히, 세 원 가운데 둘이 동심원일 경우, 편의상 {\displaystyle C,C'}이 동심원이고 {\displaystyle C''}은 이들과 동심원이 아니라고 하자. 그렇다면, {\displaystyle l_{C,C'}}은 무한원 직선이고 {\displaystyle l_{C',C''},l_{C,C''}}은 평행하므로, 세 근축은 {\displaystyle l_{C',C''},l_{C,C''}}의 방향에 대한 무한원점에서 만난다. 이 경우 마찬가지로 이 무한원점을 세 원 {\displaystyle C,C',C''}의 근심으로 삼을 수 있다. 즉, 근심은 사영 평면 위의 점으로서 동축원이 아닌 모든 세 원에 대하여 정의된다.
위와 같은 정의는 {\displaystyle C,C',C''} 가운데 적어도 하나가 점원이나 허원인 경우에도 적용된다.

## 성질
동심원이 아닌 두 원의 근축은 두 원의 중심선의 수선이다. 두 원 {\displaystyle C,C'}이 서로 다른 두 점 {\displaystyle P,Q}에서 만날 경우, {\displaystyle C,C'}의 근축은 공통 할선 {\displaystyle PQ}이다. 또한, 두 원 {\displaystyle C,C'}이 점 {\displaystyle T}에서 접할 경우, {\displaystyle C,C'}의 근축은 {\displaystyle T}를 지나는 공통 접선이다.

### 원의 중심과의 거리
중심이 {\displaystyle O,O'}이고 반지름이 {\displaystyle r,r'}인 동심원이 아닌 두 원 {\displaystyle C,C'}의 중심 {\displaystyle O,O'}과 근축 {\displaystyle l} 사이의 거리는
{\displaystyle d(O,l)={\frac {{OO'}^{2}+r^{2}-{r'}^{2}}{2{OO'}}}}
{\displaystyle d(O',l)={\frac {{OO'}^{2}+{r'}^{2}-r^{2}}{2{OO'}}}}
이다.:32, §45

### 직교원과의 관계
동심원이 아닌 두 원 {\displaystyle C,C'}의 공통 직교원의 중심은 {\displaystyle C,C'}의 근축 위의 점이다. 원 {\displaystyle C}의 직교원의 중심이 두 원 {\displaystyle C,C'}의 근축 위의 점이라면, 이는 {\displaystyle C'}의 직교원이다. 점 {\displaystyle P}가 동심원이 아닌 두 원 {\displaystyle C,C'}의 근축 위의 점이고, {\displaystyle C,C'}의 외부점이라면, 중심이 {\displaystyle P}인 {\displaystyle C,C'}의 공통 직교원은 (유일하게) 존재한다. 점 {\displaystyle P}가 동심원이 아닌 두 원 {\displaystyle C,C'}의 근축 위의 점이고, {\displaystyle C,C'}의 내부점이라면, 중심이 {\displaystyle P}이고 {\displaystyle C}와의 공통 할선과 {\displaystyle C'}와의 공통 할선을 두 지름으로 갖는 원은 (유일하게) 존재한다.
중심이 공선점이 아닌 세 원 {\displaystyle C,C',C''}의 근심이 {\displaystyle C,C',C''}의 외부점이라면,  {\displaystyle C,C',C''}의 공통 직교원은 (유일하게) 존재하며, 이 원의 중심은 {\displaystyle C,C',C''}의 근심이다.:34, §49 중심이 공선점이 아닌 세 원 {\displaystyle C,C',C''}의 근심이 {\displaystyle C,C',C''}의 내부점이라면, {\displaystyle C}와의 공통 할선과 {\displaystyle C'}와의 공통 할선 그리고 {\displaystyle C''}와의 공통 할선을 세 지름으로 갖는 원은 (유일하게) 존재하며, 이 원의 중심은 {\displaystyle C,C',C''}의 근심이다.:34, §49

### 동축원 다발
평면 위에서, 서로 다른 두 점 {\displaystyle (a,b),(a',b')}을 중심으로 갖는 두 원 {\displaystyle C,C'}의 방정식이
{\displaystyle x^{2}+y^{2}-2ax-2by+c=0}
{\displaystyle x^{2}+y^{2}-2a'x-2b'y+c'=0}
이고, {\displaystyle C,C'}의 근축이 {\displaystyle l}이라고 하자. 그렇다면, 임의의 원 {\displaystyle C''}에 대하여, 다음 세 조건이 서로 동치이다.
- {\displaystyle C''=C}이거나, {\displaystyle C''}와 {\displaystyle C}의 근축은 {\displaystyle l}이다.
- {\displaystyle C''=C'}이거나, {\displaystyle C''}와 {\displaystyle C'}의 근축은 {\displaystyle l}이다.
- {\displaystyle C''}는 {\displaystyle C}와 {\displaystyle C'}으로 생성되는 동축원 다발의 원소이다. 즉, {\displaystyle C''}는 다음과 같은 꼴의 방정식을 갖는다.{\displaystyle \lambda (x^{2}+y^{2}-2ax-2by+c)+\lambda '(x^{2}+y^{2}-2a'x-2b'y+c')=0}여기서 {\displaystyle \lambda ,\lambda '}은 실수이며, {\displaystyle \lambda ^{2}+{\lambda '}^{2}\neq 0}과 {\displaystyle \lambda +\lambda '\neq 0}을 만족시킨다.

'동축원 다발'이라는 이름은 이러한 사실 때문이다. 동축원 다발 속의 원의 중심들은 공선점이다. 동심원이 아닌 두 원 {\displaystyle C,C'}으로 생성된 동축원 다발을 {\displaystyle {\mathcal {C}}}라고 하면, {\displaystyle {\mathcal {C}}} 속의 임의의 서로 다른 두 원 {\displaystyle C'',C'''\in {\mathcal {C}}}에 대하여, {\displaystyle C'',C'''}으로 생성되는 동축원 다발 역시 {\displaystyle {\mathcal {C}}}이다.

#### 분류
동심원이 아닌 두 원으로 생성된 공축 원다발 {\displaystyle {\mathcal {C}}}가 주어졌다고 하자. {\displaystyle {\mathcal {C}}}의 근축은 {\displaystyle {\mathcal {C}}}의 유일한 직선 원소이다. 적절한 데카르트 좌표계를 취하여 {\displaystyle {\mathcal {C}}}의 중심선을 {\displaystyle x}축으로 삼고 근축을 {\displaystyle y}축으로 삼았을 때, {\displaystyle {\mathcal {C}}}의 원소는 (근축인 {\displaystyle y}축을 제외하면) 다음과 같은 꼴의 방정식을 갖는 원들로 구성된다.
{\displaystyle x^{2}+y^{2}-2ax+c=0}
여기서 {\displaystyle c\in \mathbb {R} }는 고정된 상수이며, {\displaystyle a\in \mathbb {R} }는 매개변수이다. 만약 {\displaystyle c<0}이라면 {\displaystyle {\mathcal {C}}}를 타원형 동축원 다발이라고 하고, 만약 {\displaystyle c=0}이라면 {\displaystyle {\mathcal {C}}}를 포물형 동축원 다발이라고 하며, 만약 {\displaystyle c>0}이라면 {\displaystyle {\mathcal {C}}}를 쌍곡형 동축원 다발이라고 한다.

#### 직교 동축원 다발
동심원이 아닌 두 원 {\displaystyle C,C'}의 공통 직교원은 {\displaystyle C,C'}으로 생성된 동축원 다발 속 모든 원의 공통 직교원이다. 동심원이 아닌 두 원으로 생성된 동축원 다발 {\displaystyle {\mathcal {C}}}의 모든 원의 공통 직교원은 중심선이 {\displaystyle {\mathcal {C}}}의 근축이고 근축이 {\displaystyle {\mathcal {C}}}의 중심선인 동축원 다발을 이룬다. 이를 동축원 다발 {\displaystyle {\mathcal {C}}}의 직교 동축원 다발 {\displaystyle {\mathcal {C}}^{\perp }}이라고 한다. 동축원 다발의 직교는 대칭 관계이다. 즉, {\displaystyle {\mathcal {C}}^{\perp \perp }={\mathcal {C}}}가 성립한다. 위와 같은 꼴의 방정식을 갖는 원들로 이루어진 동축원 다발의 직교 동축원 다발은 다음과 같은 꼴의 방정식을 갖는 원들로 이루어진다.
{\displaystyle x^{2}+y^{2}-2by-c=0}
여기서 {\displaystyle b\in \mathbb {R} }는 매개변수이다. 특히, 타원형·포물형·쌍곡형 동축원 다발의 직교 동축원 다발은 각각 쌍곡형·포물형·타원형 동축원 다발이다.

## 작도
적어도 하나의 교점을 갖는 동심원이 아닌 두 원의 근축의 작도는 자명하다.
중심이 서로 다른 두 점 {\displaystyle O,O'}인 교점 없는 두 원 {\displaystyle C,C'}이 주어졌다고 하자. 중심이 직선 {\displaystyle OO'} 위의 점이 아니고, 원 {\displaystyle C}와 두 점 {\displaystyle A,B}에서 만나고, 원 {\displaystyle C'}과 두 점 {\displaystyle A',B'}에서 만나는 원 {\displaystyle C''}을 작도하자. 그렇다면, 직선 {\displaystyle AB}와 {\displaystyle A'B'}은 평행하지 않는다. 직선 {\displaystyle AB}와 {\displaystyle A'B'}의 교점을 {\displaystyle P}라고 하자. 그렇다면, {\displaystyle P}는 {\displaystyle C,C'}의 근축 위의 점이다. 점 {\displaystyle P}를 지나는 직선 {\displaystyle OO'}의 수선 {\displaystyle l}을 작도하자. 그렇다면, 직선 {\displaystyle l}은 두 원 {\displaystyle C,C'}의 근축이다.:301, §10.7.10.1

## 고차원의 경우

### 근초평면
{\displaystyle n}차원 유클리드 공간 {\displaystyle \mathbb {R} ^{n}} 위에서, 서로 다른 두 점 {\displaystyle a,a'\in \mathbb {R} ^{n}}을 중심으로 하고, {\displaystyle r,r'>0}을 반지름으로 갖는 두 초구 {\displaystyle S,S'}를 생각하자. 그렇다면, 집합
{\displaystyle \{x\in \mathbb {R} ^{n}\colon \Vert x-a\Vert ^{2}-r^{2}=\Vert x-a'\Vert ^{2}-{r'}^{2}\}}
은 중심 {\displaystyle a,a'}를 잇는 직선에 직교하는 초평면을 이룬다. (여기서 등식의 좌변과 우변은 각각 {\displaystyle x}의 {\displaystyle S,S'}에 대한 방멱에 대응하며, {\displaystyle \Vert \cdot \Vert }는 {\displaystyle \mathbb {R} ^{n}}의 표준적인 노름을 나타낸다.) 이를 두 초구 {\displaystyle S,S'}의 근초평면이라고 한다.:301, §10.7.10.1 특히 {\displaystyle n=2,3}일 경우 각각 두 원의 근축 또는 두 구의 근평면이라고 부른다.
{\displaystyle n}차원 유클리드 공간 {\displaystyle \mathbb {R} ^{n}} 위에서, 같은 초평면 위에 있지 않은 점 {\displaystyle a_{1},\dots ,a_{n+1}\in \mathbb {R} ^{n}}을 중심으로 하는 {\displaystyle n+1}개의 초구 {\displaystyle S_{1},\dots ,S_{n+1}}을 생각하자. 그렇다면, 각 쌍의 초구의 근초평면은 유일한 교점을 가진다. 이를 {\displaystyle n+1}개의 {\displaystyle n}차원 초구 {\displaystyle S_{1},\dots ,S_{n+1}}의 근심이라고 한다.:301-302, §10.7.10.2

## 참고 문헌
1. 1 2 3 4 5 6 7  Johnson, Roger A. (1960) [1929]. 《Advanced Euclidean Geometry》 (영어). New York, N. Y.: Dover Publications.
2. 1 2 3  Eves, Howard Whitley (1995). 《College Geometry》 (영어). Jones and Bartlett Publishers. ISBN 0-86720-475-3.
3. 1 2 3  Berger, Marcel (1987). 《Geometry I》. Universitext (영어). 번역 Cole, Michael; Levy, Silvio. Berlin, Heidelberg: Springer. doi:10.1007/978-3-540-93815-6. ISBN 978-3-540-11658-5. ISSN 0172-5939.